# IC 703
IC 703 је ознака објекта на координатама са ректансцензијом 11h 31m 54,0s и деклинацијом - 11° 36" 0'. Открио га је Луис Свифт, 21. априла 1889. Каснијим посматрањима на том положају није уочен никакав астрономски објекат.